# Pielgrzymka (gemeente)
De gemeente Pielgrzymka is een landgemeente in het Poolse woiwodschap Neder-Silezië, in powiat Złotoryjski.
De zetel van de gemeente is in Pielgrzymka.
Op 30 juni 2004 telde de gemeente 4802 inwoners.

## Oppervlakte gegevens
In 2002 bedroeg de totale oppervlakte van gemeente Pielgrzymka 105,15 km², waarvan:
- agrarisch gebied: 73%
- bossen: 18%

De gemeente beslaat 18,27% van de totale oppervlakte van de powiat.

## Demografie
Stand op 30 juni 2004:
| Omschrijving                   | Totaal | Totaal | Vrouwen | Vrouwen | Mannen | Mannen |
| ------------------------------ | ------ | ------ | ------- | ------- | ------ | ------ |
| eenheid                        | aantal | %      | aantal  | %       | aantal | %      |
| inwoners                       | 4802   | 100    | 2411    | 50,2    | 2391   | 49,8   |
| bevolkingsdichtheid (inw./km²) | 45,7   | 45,7   | 22,9    | 22,9    | 22,7   | 22,7   |

In 2002 bedroeg het gemiddelde inkomen per inwoner 1234,13 zł.

## Administratieve plaatsen (sołectwo)
Czaple (Hockenau), Nowa Wieś Grodziska (Neudorf am Gröditzberge), Nowe Łąki (Neuwiese), Pielgrzymka (Pilgramsdorf), Proboszczów (Probsthain), Sędzimirów (Wilhelmsdorf), Twardocice (Harpersdorf), Wojcieszyn.
Zonder de status sołectwo : Jastrzębnik (Steinberg).

## Aangrenzende gemeenten
Lwówek Śląski, Świerzawa, Warta Bolesławiecka, Wleń, Zagrodno, Złotoryja